# Citedef
El Instituto de Investigaciones Científicas y Técnicas para la Defensa (CITEDEF), ex Instituto de Investigaciones Científicas y Técnicas de las Fuerzas Armadas (CITEFA) es un organismo centralizado y desconcentrado, dependiente de la Subsecretaría de Investigación, Política Industrial y Producción para la Defensa, del Ministerio de Defensa, dedicado a la ejecución de actividades de investigación y desarrollo en este campo como única institución conjunta para las Fuerzas Armadas argentinas.

## Historia
El Instituto de Investigaciones Científicas y Técnicas de las Fuerzas Armadas (CITEFA) fue creado por el presidente Juan Domingo Perón en 1954. Su antecedente es el Departamento Técnico de la Dirección General de Fabricaciónes Militares. De allí provienen sus primeros laboratorios: el Laboratorio de Armamentos (LABA), el de Electrónica y Comunicaciones  (LABE) y el de Química y Metalurgia (LAB QUIM).
Una de las primeras tareas del CITEFA fue la producción televisores, pedida por el presidente Juan Domingo Perón. Se llegaron a producir entre 12 y 13 mil equipos, destacándose por su bajo precio en comparación a los televisores importados.
En 1969 se unifica su sede en la localidad de Villa Martelli, provincia de Buenos Aires. En 1973 se crea el régimen para el personal científico de las fuerzas armadas.
En 2007 el instituto es renombrado como Instituto de Investigaciones Científicas y Técnicas para la Defensa (CITEDEF).
Cuenta con centros de doble dependencia con Conicet, como el Centro de Investigaciones en Sólidos (CINSO, 1980), el Centro de Investigaciones Toxicológicas (CITSA, 1972), el Centro de Investigaciones en  Plagas e Insecticidas (CIPEIN, 1980) y el Centro de Investigaciones en  Láseres y  Aplicaciones (CEILAP, 1980). En 2011 se crea la Unidad de Investigación y Desarrollo Estratégicos para la Defensa (UNIDEF), integrada por CEILAP,  CINSO,  CIPEIN,  CEITOX,  el Instituto  Universitario Aeronáutico (IUA) y el Servicio Naval de Investigación y Desarrollo (SENID).

## Funciones
Las principales actividades del CITEDEF están establecidas por la Decisión Administrativa 21/2002, entre las que se cuentan las siguientes:
- Realizar investigaciones aplicadas y desarrollos de sistemas de armas, subsistemas y componentes.
- Efectuar investigaciones aplicadas y desarrollos tecnológicos tendientes a satisfacer requerimientos cívico-militares mediante transferencias de tecnología a la industria pública o privada.
- Producir series de equipos, sistemas de armas o tecnologías resultantes de su actividad en magnitud apropiada para la normalización tecnológica operacional de los desarrollos realizados.
- Efectuar la homologación de los materiales y equipos que determine el Ministerio de Defensa.
- Promover las acciones que aseguren el mantenimiento y actualización de las capacidades científicas y tecnológicas del organismo.

El Instituto centra su accionar en dos procesos principales: el mantenimiento de las capacidades científico-tecnológicas y la realización de proyectos. De esta manera, el Instituto provee a las Fuerzas Armadas argentinas de los insumos y elementos tecnológicos para desarrollar sus actividades. Por otro lado, el accionar del CITEDEF no se limita al desarrollo de nuevas tecnologías y armamento, sino también al sostenimiento y actualización del material preexistente, prolongando su vida útil al actualizarlo a costos muy inferiores a los demandados por el mercado internacional. En este último aspecto, cabe destacar sus funciones de asesoría técnica al Ministerio de Defensa y al Ministerio de Relaciones Exteriores y Culto en temas relacionados con las diferentes especialidades técnicas y científicas, vinculadas a las medidas y cánones internacionales en materia de armamentos y materiales sensitivos. 
Dentro de otras actividades a su cargo, CITEDEF participa en el Sistema Federal de Emergencias (SIFEM) prestando asesoramiento técnico, funciona como órgano adjunto de control de plagas para el Ministerio de Salud (Argentina), asimismo como centro de referencia de la Organización Panamericana de la Salud —donde oficia de asesor en problemas toxicológicos y ambientales—; en este aspecto, el Instituto posee un relevante papel en el entorno privado, aconsejando a diversos organismos sobre actualización tecnológica y prestación de numerosos servicios especializados.
Otro importante campo de acción es el educativo, donde actúa en cooperación con varias universidades nacionales. Esto se evidencia en los programas del Instituto, que constan del dictado de una maestría, una carrera de especialización y la dirección de una importante cantidad de doctorados.

## Personal
Actualmente, el Instituto cuenta con 497 empleados, pertenecientes al Régimen para el Personal de Investigación de Desarrollo de las Fuerzas Armadas, al Sistema Nacional de la Profesión Administrativa y a las Fuerzas Armadas argentinas. A esta nómina, se le suma el personal proveniente de organismos externos a las Fuerzas, tales como el Consejo Nacional de Investigaciones Científicas y Técnicas (CONICET), los cuales realizan actividades de investigación y desarrollo propios.

## Sede
Se encuentra ubicado en San Juan Bautista de La Salle 4397, Villa Martelli. Integra el Polo Tecnológico Constituyentes junto con la Universidad Nacional de General San Martín, la Comisión Nacional de Energía Atómica (CNEA), el Instituto Nacional de Tecnología Industrial (INTI) y el Sistema Geológico Minero Argentino (SEGEMAR). 

## Investigación
En el campo de las radiaciones electromagnéticas, lleva adelante el desarrollo de antenas y sistemas de transmisión: este tipo de dispositivos va más allá de la “antena” en sí, es decir que alcanza al sistema radiante completo. CITEDEF realizó la modernización y actualización del radar Plessey AWS-2 instalado a bordo del rompehielos ARA Almirante Irizar, para recuperar la capacidad de detección y control aéreo del buque. Asimismo, se realizan estudios y proyectos vinculados a la compatibilidad electromagnética (EMC) y radiaciones no ionizantes (RNI).
Otro campo donde se han realizado grandes avances es el de monitoreo de erupciones volcánicas con radar láser (lidar: light detection and ranging). Al respecto se han logrado importantes aportes técnicos y operativos en la materia de aplicación durante las últimas tres erupciones volcánicas que afectaron a la Argentina (erupciones de los volcanes Chaitén, Puyehue y Calbuco). Algunos de estos trabajos han sido recientemente transferidos al Servicio Meteorológico Nacional y se ha obtenido un importante reconocimiento académico y del mercado que muestra la relevancia que dicho tema tiene para el desarrollo de nuestro país.
En 2014 fue inaugurado el observatorio Astronómico en Río Gallegos, perteneciente al CITEDEF, ampliándose así el campo de acción a la investigación astronómica.

### Desarrollos
Entre algunos de los más eminentes avances del Citedef se encuentran:
| Tipo                                                                      | Desarrollo |
| ------------------------------------------------------------------------- | --- |
| Armamento                                                                 | - Misil aire-superficie CITEFA AS-25K (descendiente del CITEFA MP1000 Martín Pescador) - Granada propulsada por cohete CITEFA Mara - Actualización del misil Selenia Aspide |
| Cohetes                                                                   | - Gradicom I - Gradicom II |
| Micro radar láser para la detección de cenizas volcánicas en la atmósfera | Busca que las aeronaves y aeropuertos puedan operar sin riesgos durante las erupciones volcánicas, reduciendo el impacto socioeconómico y los riesgos. El proyecto obtuvo el premio especial al "Mejor aporte al desarrollo del país" del concurso IB.50.K+ organizado por el Instituto Balseiro y la Comisión Nacional de Energía Atómica. |
| Sistema Estabilizado de Observación y Puntería Naval (SEON)               | Mantiene estable la línea de mira de sus cargas útiles (una cámara térmica, un telémetro láser, y una cámara diurna) de modo que el operador pueda observar y seguir blancos de interés. El SEON permite, además, el enganche y seguimiento automático de blancos militares designados por un operador, función que logra mediante el procesamiento en tiempo real de la señal de video de las cámaras. La plataforma proporciona una visión horizontal de 360° con un alcance de 12 km, durante el día y la noche y aun a través de nieblas y humos. |
| Computadoras cuánticas                                                    | El CITEDEF trabaja hace más de una década en computadoras cuánticas a través del Departamento de Láseres y Aplicaciones (Deilap), en donde se están investigando en conjunto las particularidades de los procesos de cálculo que involucra este tipo de computación. |
| Simulador de tanques                                                      | NeoNahuel II es un simulador de entrenamiento para tanques, que permite dotar a los alumnos de mayor experiencia, optimizando la instrucción por tratarse de una herramienta flexible y económica que complementa el adiestramiento en el terreno. Fue desarrollado en conjunto con la sección de Tanques del Ministerio de Defensa. |
| Solmáforo                                                                 | Mide los niveles de radiación ultravioleta e indica mediante una serie de colores la protección que deben usar quienes estén expuestos al sol en ese momento y lugar. El objetivo de esta iniciativa, reconocida con el premio INNOVAR 2010 y el tercer lugar de la FERIA DE PROYECTOS de la UTN Buenos Aires en 2010, es promover la concientización sobre riesgo de radiación ultravioleta y uso sustentable del sol. Desarrollado por CITEDEF, CONICET y UTNBA, con el apoyo de la Agencia de Cooperación Internacional del Japón (JICA).          |
| Conservación de Alimentos                                                 | Se desarrolló un material a partir del reciclaje del lactosuero, que es desperdiciado en la producción de quesos, y en base al cual se obtienen películas comestibles que aumentan el tiempo de vida útil de las frutas, las verduras y las hortalizas. El desarrollo recibió el premio Mentes Transformadoras 2016. |